# Dūdhi
Dūdhi är en ort i Indien.   Den ligger i delstaten Uttar Pradesh, i den centrala delen av landet, 800 km sydost om huvudstaden New Delhi. Dūdhi ligger 250 meter över havet och antalet invånare är 12 742.
Terrängen runt Dūdhi är platt, och sluttar österut. Runt Dūdhi är det ganska tätbefolkat, med 230 invånare per kvadratkilometer. Det finns inga andra samhällen i närheten. I omgivningarna runt Dūdhi växer huvudsakligen savannskog.